# Joseph Fissore
Pour les articles homonymes, voir Fissore.
Joseph Fissore, né le 25 décembre 1909 à Monaco commune où il est mort le 8 octobre 1980, fut architecte DPLG et Conseiller de Gouvernement (Ministre) pour les Travaux Publics et les Affaires Sociales de 1963 à 1969 avant de devenir Ambassadeur de Monaco auprès des Autorités italiennes.

## Biographie
Joseph Fissore fut président de l'AS Monaco FC en 1954, succédant au président monégasque Roger-Félix Médecin.
Il fut par ailleurs conseiller national (membre du Parlement entre 1944 et 1960. 